# Mitromorpha striolata
Mitromorpha striolata é uma espécie de gastrópode do gênero Mitromorpha, pertencente a família Mitromorphidae.